# 에릭 파리아스
에리크 사무에우 코헤아 파리아스(포르투갈어: Erick Samuel Corrêa Farias, 1997년 1월 3일~)은 브라질의 축구 선수로 현재 대한민국 K리그1의 울산 HD에서 활동 중이며 K리그 등록명은  에릭이다.